# Diago Portugal
Diago Portugal Miranda (Ica, 23 de febrero de 1991) es un futbolista peruano. Juega de volante ofensivo y su actual equipo es Los Libertadores que participa en la Copa Perú. Tiene 34 años.

## Trayectoria
Nacido en el seno de una humilde familia iqueña, se formó en las divisiones menores del Club Alianza Lima. En mayo de 2009, a los 18 años, firmó su primer contrato profesional, el cual lo vinculaba por tres años con el cuadro íntimo. De esta forma, fue ascendido al plantel principal junto con André Carrillo, aunque siguió jugando de forma paralela en la categoría Sub-20.
Su debut en la Primera División se produjo el 14 de febrero de 2010, en un encuentro jugado en el Estadio Heraclio Tapia y válido por la primera fecha del Descentralizado 2010. En aquella oportunidad, debido a la participación aliancista en la Copa Libertadores, Gustavo Costas presentó un equipo alterno, el cual terminó perdiendo 1-0 ante León de Huánuco. Portugal ingresaría en el minuto 82 en reemplazo de Alexander Sánchez. No volvió a jugar en el plantel principal durante el resto de la temporada, pero se volvió importante en el equipo aliancista que participó en el Torneo de Promoción y Reserva de 2010.
En 2011, siguió jugando en el Torneo de Promoción y Reserva y también disputó la primera Copa Libertadores Sub-20, donde anotó un gol. Luego, e inicios de julio, fue cedido a préstamo al Unión Comercio para adquirir más experiencia.

## Clubes
| Club                   | País | Año       |
| ---------------------- | ---- | --------- |
| Alianza Lima           | Perú | 2009-2011 |
| Unión Comercio         | Perú | 2011      |
| Universidad San Martín | Perú | 2012-2014 |
| Unión Juventud         | Perú | 2015      |
| Deportivo Delusa       | Perú | 2015      |
| Sport Rosario          | Perú | 2016      |
| Deportivo Delusa       | Perú | 2016      |
| José Gálvez            | Perú | 2017      |
| Credicoop San Román    | Perú | 2018      |
| José Gálvez            | Perú | 2019      |
| Barcelona de Parcona   | Perú | 2022      |
| Los Libertadores       | Perú | 2022      |
| José Olaya Marcona     | Perú | 2023      |

## Palmarés

### Distinciones individuales
| Distinción                                 | Año  |
| ------------------------------------------ | ---- |
| Goleador del Torneo de Promoción y Reserva | 2010 |